# Sarcòfag d'Utxana
El Sarcòfag d'Utxana és un antic sarcòfag que es troba al terme de Sueca.
La peça es tracta d'un bloc de pedra, que hauria format part d'un sarcòfag. Té una llargària de 2,5 metres, amb una alçada de 80 centímetres i altres 80 centímetres d'ample. La pedra va ser buidada.
Les investigacions sobre la peça la daten al segle v, a l'època tardoromana.
Està situat prop del Camí d'Utxana, a la partida del Ráfol. No es troba dins d'un jaciment; el sarcòfag va patir diversos trasllats al llarg de la seua història. Ha estat utilitzat com a pont i com a conducte d'aigües, motiu pel qual no té les parts inferior i superior. A inicis del segle XXI serveix com a pont per a salvar la séquia de la Socarrada.
El sarcòfag es troba prop del camí d'Utxana. Utxana -també anomenada Junzana, Ongana i Unxana- va ser una alqueria d'origen islàmic, posteriorment poblada per cristians i abandonada en arribar el segle XIV.